# Maculiparia embera
Maculiparia embera är en insektsart som beskrevs av David M. Rowell 2006. Maculiparia embera ingår i släktet Maculiparia och familjen Romaleidae. Inga underarter finns listade i Catalogue of Life.